# Ghazaros Awakian
Ghazaros Awakian (orm. Ղազարոս Ավագյան, ros. Газарос Авакян; ur. 15 marca 1918 we wsi Getaszen, obecnie w Azerbejdżanie, zm. 22 stycznia 1945 w rejonie Ostrołęki) – radziecki żołnierz, starszy lejtnant, odznaczony pośmiertnie Złotą Gwiazdą Bohatera Związku Radzieckiego (1945).

## Życiorys
Urodził się w ormiańskiej rodzinie chłopskiej. Skończył niepełną szkołę we wsi Czowdar, później uczył się na rabfaku (fakultecie robotniczym) w Kirowabadzie (obecnie Gandża).
W 1940 został powołany do Armii Czerwonej, skończył wojskową szkołę piechoty, służył na zachodniej granicy, od czerwca 1941 uczestniczył w wojnie z Niemcami, brał udział m.in. w walkach w rejonie Smoleńska jako dowódca plutonu piechoty. Wraz z innymi żołnierzami znalazł się w okrążeniu, z którego nie udało mu się wydostać, później ukrywał się we wsi Miedwiediewka w obwodzie smoleńskim, później nawiązał kontakt z oddziałami partyzanckimi i udał się do lasu. Po nadejściu z powrotem Armii Czerwonej w 1943 wrócił w szeregi armii jako dowódca plutonu.
Brał udział w walkach w obwodzie smoleńskim, na Białorusi i w Polsce jako dowódca plutonu w 1264. pułku strzelców 380 Dywizji Strzeleckiej w składzie 50 Armii i 2 Frontu Białoruskiego. 6 lipca 1944 k. wsi Piatigorodka w rejonie smolewickim w obwodzie mińskim jego pluton 6 razy odpierał kontrataki wroga na wzgórzu, tracąc 180 ludzi; sam Awakian zastrzelił wówczas 25 żołnierzy wroga. Za to został przedstawiony do odznaczenia Złotą Gwiazdą Bohatera Związku Radzieckiego. W styczniu 1945 walczył w rejonie Ostrołęki, gdzie zginął i został pochowany. Jego imieniem nazwano ulicę w Mińsku.

## Odznaczenia
- Złota Gwiazda Bohatera Związku Radzieckiego (pośmiertnie, 24 marca 1945)
- Order Lenina (pośmiertnie, 24 marca 1945)
- Order Czerwonego Sztandaru (30 sierpnia 1944)
- Order Wojny Ojczyźnianej I klasy (pośmiertnie, 4 lutego 1945)
- Order Czerwonej Gwiazdy (28 maja 1944)